# Bernhard I. Göler von Ravensburg
Bernhard I. Göler von Ravensburg (* 1480; † 1554) stammt aus der Familie Göler von Ravensburg, einem alten Kraichgauer Adelsgeschlecht, das der Schwäbischen Reichsritterschaft angehörte und deren Stammsitz, die Ravensburg, bei Sulzfeld in Baden-Württemberg liegt. Er war Amtmann zu Oberkirch und führte die Reformation in Sulzfeld ein.

## Familie
Bernhard I. war der Sohn des Georg I. Göler von Ravensburg und der Anna Kalb von Reinheim. Sein Bruder David Göler von Ravensburg wirkte als Domherr in Speyer.
Er war in erster Ehe verheiratet mit Helena von Venningen († 1503) und in zweiter Ehe mit Margarete von Vellberg. Aus dieser Ehe entstammt Anna Göler von Ravensburg (1508–1578), die Johann von Hirschhorn heiratete, und Jakob, der bereits jung starb.

## Leben
1502 wurde Albrecht V. Göler von Ravensburg mit der Ravensburg für sich und seinen Neffen Bernhard I. belehnt. 1529 wurde von ihm eine Dorfordnung für Sulzfeld erlassen. Während des Bauernkriegs nahm Bernhard am 29. April 1525 als Berater des Bischofs Georg von Speyer an Verhandlungen mit aufständischen Bauern in Herrenalb teil. Dank seines als ausgleichend beschriebenen Charakters erreichte er einen Kompromiss, der die Bauern veranlasste, wieder nach Hause zu ziehen.
Bernhard I. wurde straßburgischer Amtmann in Oberkirch, württembergischer Rat und Obervogt in Vaihingen an der Enz.

Bernhard I. Göler von Ravensburg und der Bischof Georg von Speyer verhandeln mit aufständischen Bauern in Herrenalb 1525

## Zeit der Reformation
Bereits 1522 führte Bernhard I. in Sulzfeld die Reformation ein. 1531 bildete sich der protestantische Schmalkaldische Bund und einer der Hauptleute des Bundes war der Lehnsherr der Ravensburg, Landgraf Philipp von Hessen. Schließlich kam es zum Krieg zwischen dem Bund und dem Kaiser und die Ravensburg wurde am 24. Dezember 1546 von kaiserlichen Truppen belagert. Die Burgverteidiger: Bernhard I. mit Familie, vier Söldnern, einige Knechten und etwa 20 Bauern mussten nach wenigen Tagen kapitulieren und Bernhard I. durfte mit seiner Familie unter freiem Geleit abziehen. Anschließend wurde die Burg geplündert und verwüstet. Wenige Jahre nachdem Bernhard I. die Burg zurückerhalten und mit den Instandsetzungs- und Umbauarbeiten begonnen hatte, verstarb er, ohne männliche Nachkommen zu hinterlassen. So fiel sein Besitz samt Burg an seine Verwandten Bernhard II. und Hans III.